# Partitura pro srdce
Partirura pro srdce je zčásti autobiografický román českého spisovatele Zdeňka Hanky žijícího v Kanadě. Dílo pojednává o síle lidského ducha a touze nevzdávat se. Hlavní hrdina, úspěšný lékař, se rozhodne pod tlakem negativních událostí, jež mu připravují lidé z jeho blízkosti, odejít ze země a začít svou životní cestu od úplného začátku.

## Děj
Doktor David Říha je úspěšný český kardiochirurg, ředitel kliniky, k tomu vede nadaci a má rodinu. Zdánlivě žije spokojeným a přínosným životem. Ten mu ale záhy začnou komplikovat nepřející lidé, jež usilují o jeho místo na klinice. Útoky i anonymní výhrůžky se stále stupňují, až ho donutí odejít do Kanady. Zde však musí začínat svou životní cestu od začátku.
V nové zemi nejprve překonává jazykovou bariéru. Poté zjistí, že většina majetku, který nechal přepravit lodí, je znehodnocena. Zajistí své rodině bydlení a snaží se sehnat práci. Nemá však možnost pracovat ve svém oboru, v němž byl ve své zemi uznávaným odborníkem. Zjišťuje, že musí znovu složit všechny zkoušky v anglickém jazyce a netuší, že ani poté nebude mít ve svém oboru uplatnění. Pronajímatelka bytu stále zvyšuje nájemné, a tak David velmi brzy pociťuje nedostatek peněz. Proto nechává ženu s dcerou žít v podnájmu, sám se přestěhuje do ubytovny a musí přijmout každou práci, která mu zaručí peněžní příjem potřebný k přežití a vytvoření základu pro lepší životní podmínky. Na nějakou dobu se dokonce ocitá v situaci člověka bez domova a nocuje ve vyřazeném autobusu. Zažívá pocit frustrace, osamělosti, odloučení od rodičů a přátel, bojuje s byrokracií a musí také překonat své zdravotní problémy. Naráží na jinou mentalitu lidí a odmítavý postoj úřadů. Nikdy však nepropadne zoufalství a beznaději. Jeho vytrvalost a snaha jsou po dlouhém boji po zásluze odměněny, a tak začíná žít nový život.

## Postavy
- MUDr. David Říha - uznávaný kardiochirurg
- Alice Říhová - manželka Davida Říhy
- Kačenka Říhová - dcera
- MUDr. Aleš Martinec - kolega Davida Říhy
- Judy Jamesová - pronajímatelka bytu, kde Říhovi bydleli